# Gilia inconspicua
Gilia inconspicua är en blågullsväxtart som först beskrevs av James Edward Smith, och fick sitt nu gällande namn av Robert Sweet. Gilia inconspicua ingår i släktet gilior, och familjen blågullsväxter. Inga underarter finns listade i Catalogue of Life.

## Bildgalleri

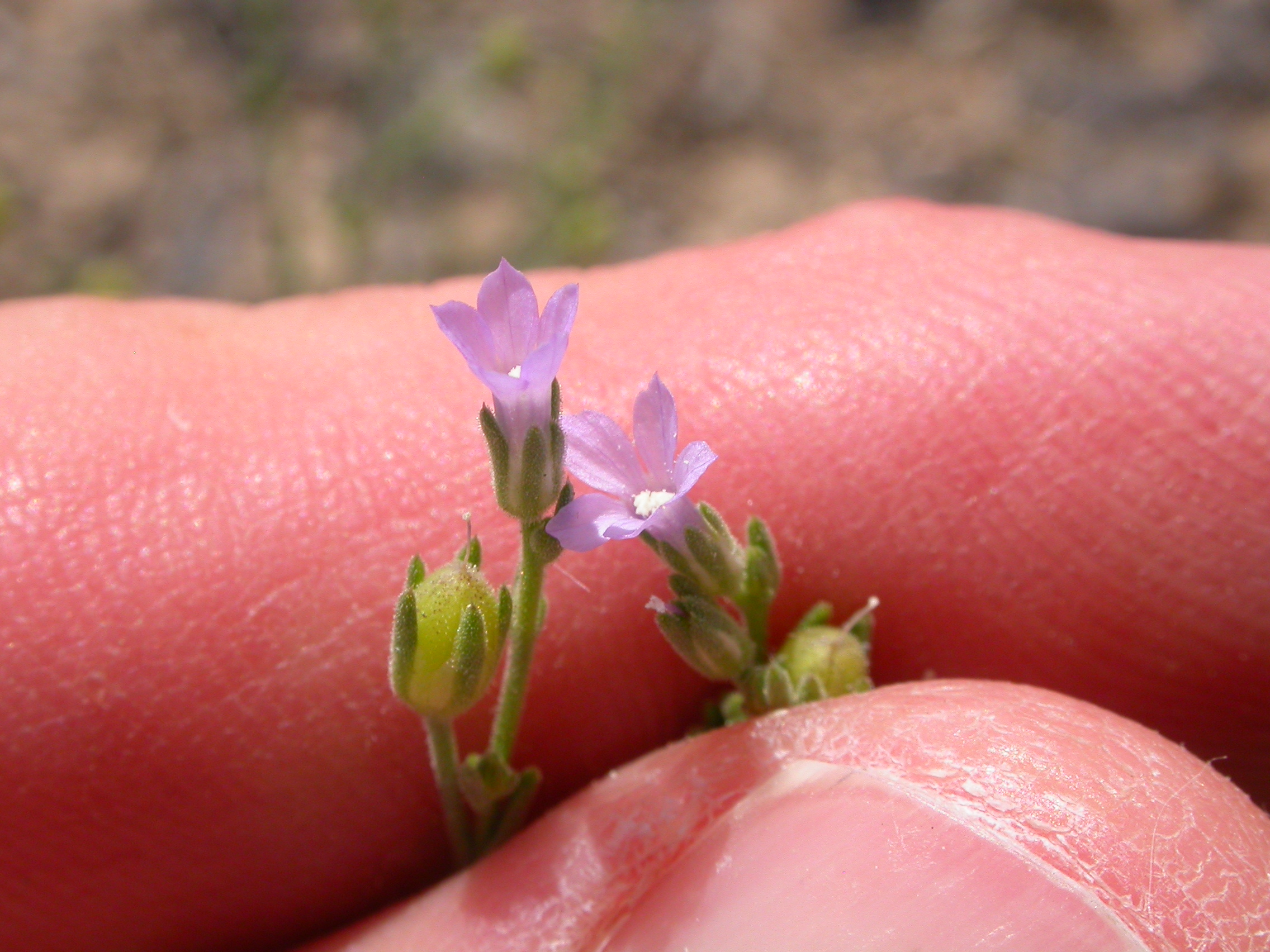